# Hajdina
A hajdina (Fagopyrum esculentum, pohánka) Ázsia középső, mérsékelt égövi részén honos növény. Innen az 5. században került el Japánba és Kínába. Közép-Európába a középkorban a hódító mongol és török népek közvetítésével jutott el, majd a tengeri kereskedelem révén Velencébe, Lombardiába, Dalmáciába és Dél-Tirolba került.
Botanikailag a keserűfűfélék (Polygonaceae) családjába tartozik, a hétköznapi életben mégis a gabonafélékhez sorolják, mert lisztes magját a búzához hasonlóan fogyasztják.
A Fagopyrum növénynemzetséget pohánka, hajdina, tatárka, tatárbúza, kruppa, Erdélyben haricska, Kárpátalján grecska néven is ismerik, s a nemzetségbe tartozik többek között a tatárka (Fagopyrum tataricum (L.) Gaertn.) faj is.

## Leírása
A hajdina (pohánka) egyéves, lágyszárú növény. A növénymagasság 30 cm-től akár 120 cm-ig is terjedhet. Virágzása nem determinált. A szár többszörösen elágazó, de állományban csak az elsődleges elágazások fejlődnek ki. A valódi gabonaféléktől eltérően nem bokrosodik. Gyökérzete főgyökér-rendszer, mely 30–60 cm mélységig hatol a talajba.
A pohánka levele nyeles, szíves-nyilas, vagy szíves-háromszög alakú. A levéllemez 4–8 cm hosszú, a szárhoz hasonlóan szőrmentes.
A virágzat végálló, összetett bogernyő. A lepellevél színe fehér, rózsaszín vagy sötétrózsaszín. A virágok kétivarúak, de önmeddőek, a megtermékenyülés 100% arányban idegen megporzással, rovarok révén történik.
A kaszattermés felülete sima, fajtánként eltérő színű. Ezer mag tömege fajtától függően 14-28 g közötti.
A pohánka virágai heteromorf jellegűek, vagyis kétféle alaktani felépítésű virág fejlődik különböző egyedeken. Sikeres termékenyülés csak eltérő virágszerkezetű egyedek között jöhet létre.
Szántóföldi kultúraként a pohánka nagy előnye, hogy rövid a tenyészideje, így másodvetésben is termeszthető korán betakarított fővetemény után, emellett könnyen beilleszthető az organikus termesztés rendszerébe. Zöldtrágya növényként is hasznosítható, rövid ideig tartó területfoglalása révén.
Fagyérzékeny növény, a sikeres termesztéshez a vetéstől számítva 100-110 fagymentes nap szükséges. A virágzás időben elhúzódó, mert a növény a betakarításig illetve az őszi fagyokig folyamatosan fejleszti új virágait a főhajtáson, majd később az oldalhajtásokon. A virágok száma így több ezret is elérhet növényenként. Az idegenbeporzás következtében a terméskötés a rovarjárás függvénye, a termékenyülési arány jellemzően alacsony. Virágai nektártermelők, ezért virágzó állománya kiváló méhlegelő. Méze kissé sötét színű, különleges ízű.

## Felhasználása
A hajdina sokoldalúan hasznosítható gazdasági növény, jelentőségét leginkább a kivételesen kedvező táplálkozás-élettani és gyógyhatású jellemzői adják. Kiválóan alkalmas gabonaféléink, ezen belül a búzából készített termékek kiegészítésére, helyettesítésére. Hasznos összetevője a diétás étrendnek.
Termesztése és fogyasztása Magyarországon mindig kis mértékű volt, ennek oka valószínűleg a hajdina viszonylag alacsony terméshozama és nehéz hántolhatósága.
A hajdina jellemző tápanyaga a többi gabonaféléhez hasonlóan a szénhidrát, amely 56-77%-ban keményítő, 17-20%-ban élelmi rost, ennek 12-17%-a cellulóz, valamint hemicellulózt és lignint is tartalmaz.
Vitamintartalmát tekintve elmondható, hogy a hajdina igen értékes vitaminforrás, mivel a B-vitamincsoport majdnem minden tagját tartalmazza. Tokoferol (E-vitamin), riboflavin (B2-vitamin) és tiamintartalma (B1-vitamin) jelentős. Ezen tápanyagokon kívül kedvező élettani hatással rendelkező biológiai anyagokat is tartalmaz. Ilyenek például egyes antioxidáns hatású flavonoidok és a rutin (P-vitamin vagy antipermeabilitási faktor), amely kiváló gyógyszere a kapilláris vérzéseknek és a sugárterápia okozta egészségkárosodásoknak. Magas rutintartalma miatt őseink a hajdinát a magas vérnyomás kezelésére gyógynövényként használták.
A hajdina a régebbi korokban (és egyes területeken még ma is) a táplálkozás szerves részéhez tartozott. Leggyakrabban kását főztek belőle, a legtöbben napjainkban is csak ebben a formában ismerik, pedig a hajdina ennél lényegesen sokoldalúbb.
A hagyományos hajdina ételek (hajdinaliszt, kenyér, kása, lepény) mellett alkalmas pelyhesített, puffasztott termékek, extrudátumok előállítására is.
A hajdina levelének elfogyasztása nem ajánlott, mivel fényérzékenységet okozó fagopirint tartalmaz.

### Gyógyászati
Kiemelkedően magas élelmirost-tartalma miatt a bélperisztaltika növelésén és a tranzitidő lerövidítésén keresztül jól alkalmazható a népbetegségnek tekinthető székrekedés (obstipatio) étrendi kezelésében és egyes daganatos megbetegedések (például vastag- és végbéldaganat) megelőzésében.
A hajdina alkalmazható a Candida albicans fertőzés étrendi kezelésében is. Mivel itt az étlapon nem szerepelhetnek fehér lisztből készült kenyerek, pékáruk, kelt tészták, melyek kiváltására a teljes kiőrlésű gabonalisztből előállított készítmények mellé a hajdinából készült termékek is felsorakozhatnának. A kórképben megnőtt B-vitamin- és nyomelemszükséglet fedezésére is jól felhasználható a hajdina.
Úgy tűnik, hogy a krónikus májbetegségekben, a máj elzsírosodási folyamatának megelőzésében a kéntartalmú aminosavak, mint például a metionin fogyasztása is jótékony hatású. Ennélfogva magas metionintartalma a hajdinát alkalmassá teszi a gyógyétrendbe történő beépítésre.

### Régi receptekben
Simai Kristóf piarista szerzetes 18. század végén Selmecbányán lejegyzett kéziratos szakácskönyvében pohánka vagy tatárka néven szerepel, a „magyar véres” hurka készítésénél is használták. A pohánkakása-leves készítéséhez „a pohánka-, vagyis tatárkakását válogasd meg, két vagy három tojást üss le egy tálba, verd fel jól, töltsd osztán reája a pohánkát, keverd jól öszve, hadd, fürödjön meg benne, „s osztán vesd langy tehénhúslévbe, habard fel ’s főzd be, ha megfőtt, add fel.”

## Termelése
2023-ban a hajdinát 19 országban termesztették 2,1 millió hektár földterületen, és az éves termésmennyisége meghaladta a 2,2 millió tonnát. 2013 és 2023 között a hajdina földterülete 2,2 millió hektárról 2,1 millió hektárra (4,5%) csökkent, míg a termésmennyisége 2,26 millió tonnáról 2,20 millió tonnára (2,6%) szintén csökkent.
A világ legnagyobb hajdina termelői közé tartozik Oroszország (52,1%), Kína (22,9%), Ukrajna (9,6%), Egyesült Államok (9,6%) és Kazahsztán (3,9%). Ezek az országok a 2023-as termelésük alapján az első öt helyen álltak. 2023-ban Oroszország egyedül az éves termés több mint felét (52,1%) adta a világ hajdina termelésének.
Legnagyobb exportáló országok Oroszország (44,8%), Litvánia (9,4%) és az Egyesült Államok (8,7%), míg a legnagyobb importországok Kína (29,7%), Japán (18,1%) és Olaszország (6,7%).
Magyarország nem termeszt hajdinát, így az ország behozatalra szorul. Magyarország főleg Szlovákiából (52,8%), Lengyelországból (12,6%) és Németországból (8,4%) importál hajdinát. A behozott hajdina egy részét tovább értékesíti az ország, főleg Olaszország (50,5%), Egyesült Királyság (23,3%) és Ausztria (6,3%) felé.